# Tityra semifasciata
Tityra semifasciata е вид птица от семейство Tityridae.

## Разпространение
Видът е разпространен в Белиз, Боливия, Бразилия, Венецуела, Гватемала, Еквадор, Колумбия, Коста Рика, Мексико, Никарагуа, Панама, Парагвай, Перу, Салвадор, Френска Гвиана и Хондурас.